# アリーナ・フョードロワ
アリーナ・フョードロワ（Alina Fyodorova、1989年7月31日 - ）は、七種競技を専門とする、ウクライナの陸上競技選手。 自己ベストは、2012年に記録した6126点。
韓国・大邱で開催された2011年の世界選手権では5908点で21位だった。ポーランド・ソポトで開催された2014年の世界室内選手権では五種競技に出場、800mで自己新記録を樹立したシャロン・デイ＝モンローを6点差で破り、銅メダルを獲得した。

## 主な成績
| 年             | 大会                     | 開催地                    | 順位           | 種目           | 記録             |
| ウクライナ代表 | ウクライナ代表           | ウクライナ代表            | ウクライナ代表 | ウクライナ代表 | ウクライナ代表   |
| -------------- | ------------------------ | ------------------------- | -------------- | -------------- | ---------------- |
| 2007           | ヨーロッパジュニア選手権 | リトアニア カウナス       | –              | 七種競技       | DNF              |
| 2011           | ヨーロッパU23選手権      | チェコ オストラヴァ       | 6位            | 七種競技       | 5896点           |
| 2011           | 世界選手権               | 韓国 大邱                 | 21位           | 七種競技       | 5908点           |
| 2012           | ヨーロッパ選手権         | フィンランド ヘルシンキ   | 13位           | 七種競技       | 5959点           |
| 2013           | ヨーロッパ室内選手権     | スウェーデン イェーテボリ | 8位            | 五種競技       | 4420点           |
| 2014           | 世界室内選手権           | ポーランド ソポト         | 3位            | 五種競技       | 4724点（自己新） |